# Oscos (parroquia)
Oscos (Samartín en eonaviego y oficialmente) es una parroquia del concejo de San Martín de Oscos, en el Principado de Asturias, España. Ocupa una extensión de 34.8 km².

## Patrimonio
- Palacio de Mon, declarado Bien de Interés Cultural, es un conjunto palaciego del siglo XVIII, adscribible al estilo barroco asturiano de influencia gallega, aunque los orígenes del palacio pueden remontarse a los siglos XVI o XVII, cuando se construye la torre emplazada en el sureste del conjunto.

- Casa del Marco, en el que se ubica el «Museo de la casa campesina». Ejemplo de las casas tradicionales de la comarca asturiana de Los Oscos.[1]

- Iglesia de Sanmartín de Oscos. Construida según los estilos de la zona, con pizarra y mampostería. Fue reedificada en el siglo XIX sobre un precedente medieval.[2]

## Lugares
- Ascuita (A Escuita): despoblado
- Baldedo (Valdedo): 5 habitantes
- Deilán: 4 habitantes
- Loujedo (Louxedo): 22 habitantes
- Mon: 1 habitante
- Perdigueiros: 9 habitantes
- Revoqueira (A Reboqueira): 14 habitantes
- Ron: 16 habitantes
- San Martín de Oscos (Samartín): 180 habitantes
- San Pedro de Agueira (San Pedro d'Agüeira): 1 habitante
- San Pelayo (San Payo): 10 habitantes
- Teijeira (Teixeira): 4 habitantes
- Trasmonte (Tresmonte): 11 habitantes
- Ventosa: 5 habitantes
- Villamañe (Villamañe'): 4 habitantes
- Villarín de Trasmonte (Vilarín de Tresmonte): 10 habitantes
- Villarquille (Vilarquille): 11 habitantes